# UFC 18
UFC 18: The Road to the Heavyweight Title è stato un evento di arti marziali miste organizzato dall'Ultimate Fighting Championship l'8 gennaio 1999 a Kenner, Louisiana.  L'evento è stato visto dal vivo in pay per view negli Stati Uniti e successivamente pubblicato su home video.

## Retroscena
L'evento prevedeva un incontro del campionato dei pesi leggeri UFC (ora noto come campionato dei pesi welter) e altri sei incontri. UFC 18 era tecnicamente la seconda parte di quello che l'UFC chiamava "The Road To The Heavyweight Title", un torneo, che comprendeva quattro eventi, organizzato per incoronare il nuovo campione dei pesi massimi UFC dopo che il titolo era stato lasciato vacante da Randy Couture (a causa di controversie contrattuali).
La prima parte si è svolta a UFC Brazil, con Tsuyoshi Kosaka che ha ottenuto una vittoria per avanzare a UFC 18. UFC 18 ha visto la prima apparizione negli Stati Uniti della leggenda delle MMA Bas Rutten e la prima apparizione del defunto Evan Tanner, che sarebbe diventato il campione dei pesi medi UFC.
UFC 18 ha segnato la prima carta in cui le iniziali "UFC" hanno sostituito "The Ultimate Fighting Championship" nel logo e quando vengono menzionate dagli annunciatori/commentatori. Il nuovo logo utilizzava il carattere simile del vecchio logo (con le mani sui fianchi invece di dare un pugno al globo) combinato con le lettere UFC sul fondo.

## Risultati
- Eventuale ripescaggio per il titolo dei Pesi Leggeri:  Laverne Clark contro  Frank Caracci

Clark sconfisse Caracci per sottomissione (colpi) a 6:59.
- Incontro categoria Pesi Medi:  Evan Tanner contro  Darrel Gholar

Tanner sconfisse Gholar per sottomissione (strangolamento da dietro) a 7:57.
- Incontro categoria Pesi Leggeri:  Mikey Burnett contro  Townsend Saunders

Burnett sconfisse Saunders per decisione unanime.
- Incontro categoria Pesi Medi:  Tito Ortiz contro  Jerry Bohlander

Ortiz sconfisse Bohlander per KO Tecnico (ferita) a 14:31.
- Incontro categoria Pesi Massimi:  Pedro Rizzo contro  Mark Coleman

Rizzo sconfisse Coleman per decisione divisa.
- Incontro per il titolo dei Pesi Leggeri:  Pat Miletich (c) contro  Jorge Patino

Miletich sconfisse Patino per decisione unanime e mantenne il titolo dei pesi leggeri, poi rinominati in pesi welter.
- Incontro categoria Pesi Massimi:  Bas Rutten contro  Tsuyoshi Kosaka

Rutten sconfisse Kosaka per KO Tecnico (pugni) a 14:15.